# Llista de vols espacials tripulats

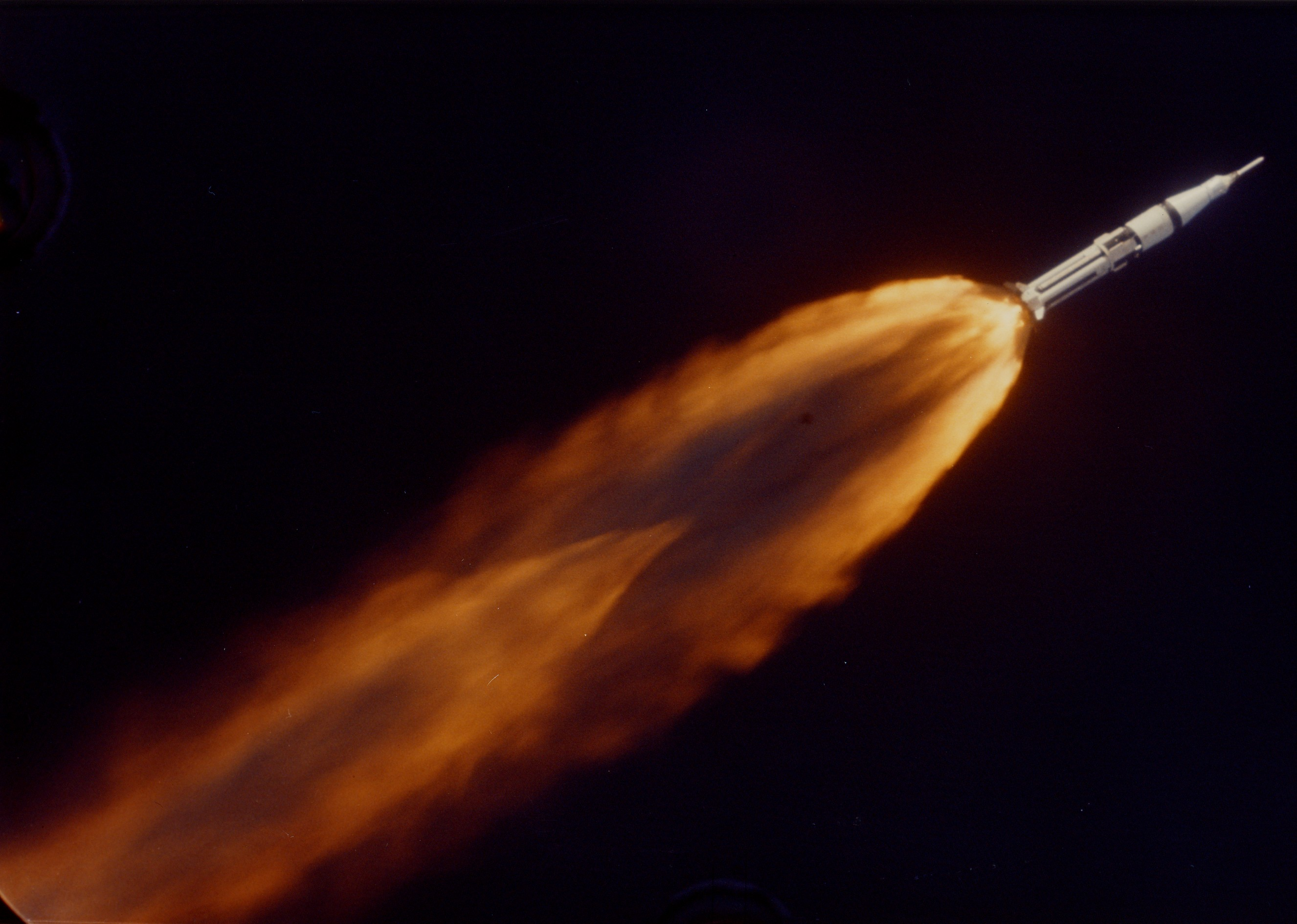
Apollo 7 en direcció a l'òrbita amb els seus tres tripulants, 1968

Aquestes llistes cronològiques inclouen tots els vols espacials tripulats que van assolir una alçada d'almenys 100 km (definició de vol espacial de la FAI), o van ser llançats amb aquesta intenció però van fallar. Els EUA han adoptat una definició lleugerament diferent dels vols espacials, a una altitud de només 80 km. Durant la dècada de 1960, els 13 vols de l'avió coet americà X-15 van complir amb els criteris dels Estats Units, però només dos ho van fer segons la FAI. Aquestes llistes inclouen només els dos últims vols; vegeu l'article X-15 per a la llista completa dels 13.
El 5 de maig de 2017, hi ha hagut 3315 vols espacials tripulats que han arribat a una altura de 100 o més km (317 incloent dos intents que van fracassar), incloent 8 vols suborbitals.
Fins a la data, es van produir quatre missions fatals en els quals van morir 18 astronautes.

## Resum
|           | Rússia / URSS | Estats Units | R.P. de la Xina | Total |
| 1961–1970 | 16            | 25           |                 | 41    |
| 1971–1980 | 30            | 8            |                 | 38    |
| 1981–1990 | *25           | *38          |                 | *63   |
| 1991–2000 | 20            | 63           |                 | 83    |
| 2001–2010 | 24            | 34           | 3               | 61    |
| 2011–2020 | 25            | 3            | 3               | 30    |
| Total     | *140          | *171         | 6               | *317  |

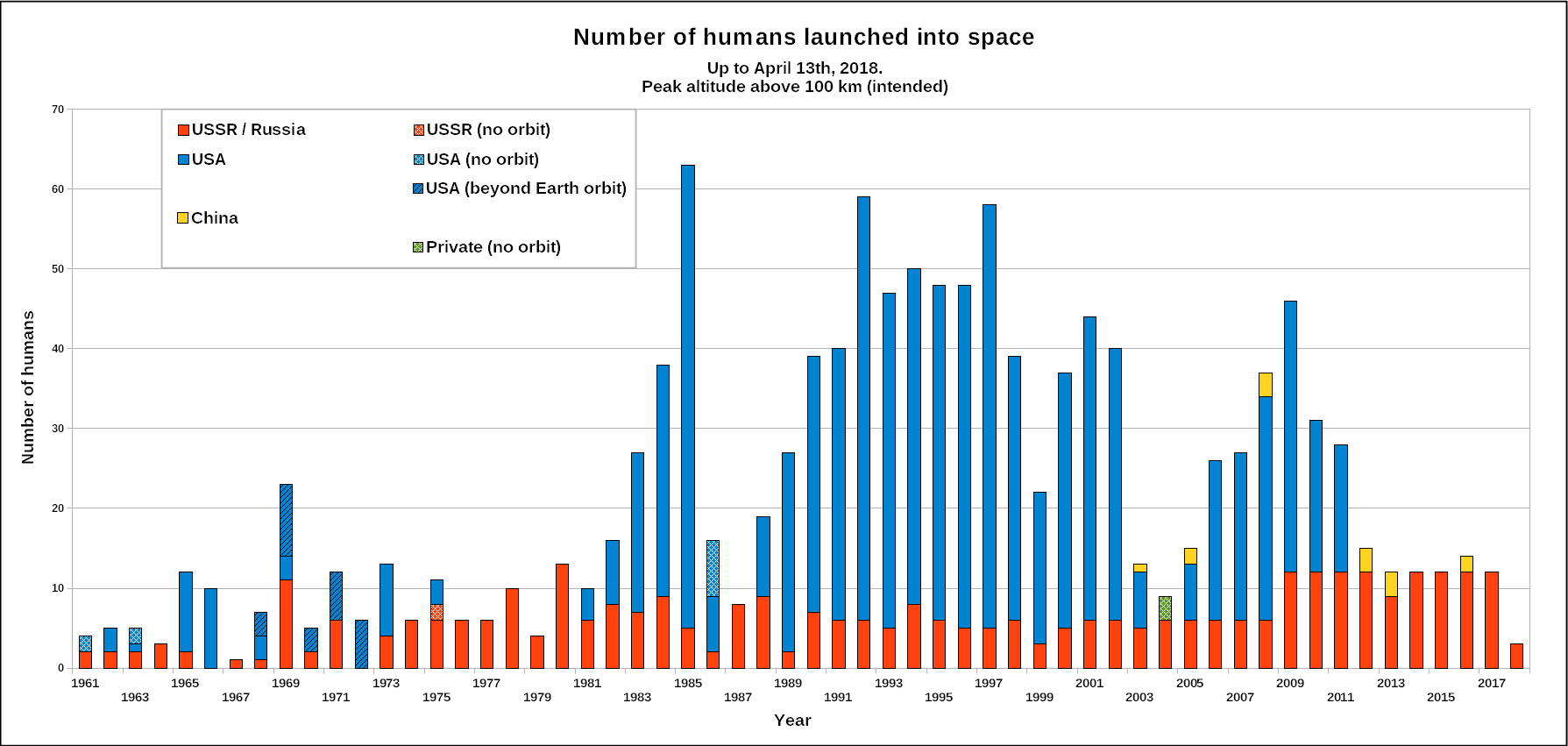
Les persones que han visitat l'espai fins al 31 de desembre de 2016, incloent els llançaments sense èxit (STS-51-L i Soiuz T-10-1).

*S'inclou els dos llançaments sense èxit de STS-51-L i Soiuz T-10-1.

## Llistes detallades
Les estacions espacials de la sèrie Saliut, Skylab, Mir, ISS i la Tiangong-1, que diversos d'aquests vols van ser acoblats en òrbita, no apareixen en la llista aquí. Vegeu les llistes detallades (enllaços inferiors) per a més informació.
| 1961 | Vostok 1 — Mercury-Redstone 3 — Mercury-Redstone 4 — Vostok 2                                                              |
| 1962 | Mercury-Atlas 6 — Mercury-Atlas 7 — Vostok 3 — Vostok 4 — Mercury-Atlas 8                                                  |
| 1963 | Mercury-Atlas 9 — Vostok 5 — Vostok 6 — X-15 Flight 90 — X-15 Flight 91                                                    |
| 1964 | Voskhod 1 |
| 1965 | Voskhod 2 — Gemini 3 — Gemini 4 — Gemini 5 — Gemini 7 — Gemini 6A                                                          |
| 1966 | Gemini 8 — Gemini 9A — Gemini 10 — Gemini 11 — Gemini 12                                                                   |
| 1967 | Soiuz 1 |
| 1968 | Apollo 7 — Soiuz 3 — Apollo 8                                                                                              |
| 1969 | Soiuz 4 — Soiuz 5 — Apollo 9 — Apollo 10 — Apollo 11 — Soiuz 6 — Soiuz 7 — Soiuz 8 — Apollo 12                             |
| 1970 | Apollo 13 — Soiuz 9 |
| 1971 | Apollo 14 — Soiuz 10 — Soiuz 11 — Apollo 15                                                                                |
| 1972 | Apollo 16 — Apollo 17 |
| 1973 | Skylab 2 — Skylab 3 — Soiuz 12 — Skylab 4 — Soiuz 13                                                                       |
| 1974 | Soiuz 14 — Soiuz 15 — Soiuz 16                                                                                             |
| 1975 | Soiuz 17 — Soiuz 18a — Soiuz 18 — Apollo-Soiuz — Soiuz 19                                                                  |
| 1976 | Soiuz 21 — Soiuz 22 — Soiuz 23                                                                                             |
| 1977 | Soiuz 24 — Soiuz 25 — Soiuz 26                                                                                             |
| 1978 | Soiuz 27 — Soiuz 28 — Soiuz 29 — Soiuz 30 — Soiuz 31                                                                       |
| 1979 | Soiuz 32 — Soiuz 33 |
| 1980 | Soiuz 35 — Soiuz 36 — Soiuz T-2 — Soiuz 37 — Soiuz 38 — Soiuz T-3                                                          |
| 1981 | Soiuz T-4 — Soiuz 39 — STS-1 — Soiuz 40 — STS-2                                                                            |
| 1982 | STS-3 — Soiuz T-5 — Soiuz T-6 — STS-4 — Soiuz T-7 — STS-5                                                                  |
| 1983 | STS-6 — Soiuz T-8 — STS-7 — Soiuz T-9 — STS-8 — Soiuz T-10-1 — STS-9                                                       |
| 1984 | STS-41-B — Soiuz T-10 — Soiuz T-11 — STS-41-C — Soiuz T-12 — STS-41-D — STS-41-G — STS-51-A                                |
| 1985 | STS-51-C — STS-51-D — STS-51-B — Soiuz T-13 — STS-51-G — STS-51-F — STS-51-I — Soiuz T-14 — STS-51-J — STS-61-A — STS-61-B |
| 1986 | STS-61-C — STS-51-L — Soiuz T-15                                                                                           |
| 1987 | Soiuz TM-2 — Soiuz TM-3 — Soiuz TM-4                                                                                       |
| 1988 | Soiuz TM-5 — Soiuz TM-6 — STS-26 — Soiuz TM-7 — STS-27                                                                     |
| 1989 | STS-29 — STS-30 — STS-28 — Soiuz TM-8 — STS-34 — STS-33                                                                    |
| 1990 | STS-32 — Soiuz TM-9 — STS-36 — STS-31 — Soiuz TM-10 — STS-41 — STS-38 — STS-35 — Soiuz TM-11                               |
| 1991 | STS-37 — STS-39 — Soiuz TM-12 — STS-40 — STS-43 — STS-48 — Soiuz TM-13 — STS-44                                            |
| 1992 | STS-42 — Soiuz TM-14 — STS-45 — STS-49 — STS-50 — Soiuz TM-15 — STS-46 — STS-47 — STS-52 — STS-53                          |
| 1993 | STS-54 — Soiuz TM-16 — STS-56 — STS-55 — STS-57 — Soiuz TM-17 — STS-51 — STS-58 — STS-61                                   |
| 1994 | Soiuz TM-18 — STS-60 — STS-62 — STS-59 — Soiuz TM-19 — STS-65 — STS-64 — STS-68 — Soiuz TM-20 — STS-66                     |
| 1995 | STS-63 — STS-67 — Soiuz TM-21 — STS-71 — STS-70 — Soiuz TM-22 — STS-69 — STS-73 — STS-74                                   |
| 1996 | STS-72 — Soiuz TM-23 — STS-75 — STS-76 — STS-77 — STS-78 — Soiuz TM-24 — STS-79 — STS-80                                   |
| 1997 | STS-81 — Soiuz TM-25 — STS-82 — STS-83 — STS-84 — STS-94 — Soiuz TM-26 — STS-85 — STS-86 — STS-87                          |
| 1998 | STS-89 — Soiuz TM-27 — STS-90 — STS-91 — Soiuz TM-28 — STS-95 — STS-88                                                     |
| 1999 | Soiuz TM-29 — STS-96 — STS-93 — STS-103                                                                                    |
| 2000 | STS-99 — Soiuz TM-30 — STS-101 — STS-106 — STS-92 — Soiuz TM-31 — STS-97                                                   |
| 2001 | STS-98 — STS-102 — STS-100 — Soiuz TM-32 — STS-104 — STS-105 — Soiuz TM-33 — STS-108                                       |
| 2002 | STS-109 — STS-110 — Soiuz TM-34 — STS-111 — STS-112 — Soiuz TMA-1 — STS-113                                                |
| 2003 | STS-107 — Soiuz TMA-2 — Shenzhou 5 — Soiuz TMA-3                                                                           |
| 2004 | Soiuz TMA-4 — SpaceShipOne flight 15P — SpaceShipOne flight 16P — SpaceShipOne flight 17P — Soiuz TMA-5                    |
| 2005 | Soiuz TMA-6 — STS-114 — Soiuz TMA-7 — Shenzhou 6                                                                           |
| 2006 | Soiuz TMA-8 — STS-121 — STS-115 — Soiuz TMA-9 — STS-116                                                                    |
| 2007 | Soiuz TMA-10 — STS-117 — STS-118 — Soiuz TMA-11 — STS-120                                                                  |
| 2008 | STS-122 — STS-123 — Soiuz TMA-12 — STS-124 — Shenzhou 7 — Soiuz TMA-13 — STS-126                                           |
| 2009 | STS-119 — Soiuz TMA-14 — STS-125 — Soiuz TMA-15 — STS-127 — STS-128 — Soiuz TMA-16 — STS-129 — Soiuz TMA-17                |
| 2010 | STS-130 — Soiuz TMA-18 — STS-131 — STS-132 — Soiuz TMA-19 — Soiuz TMA-01M — Soiuz TMA-20                                   |
| 2011 | STS-133 — Soiuz TMA-21 — STS-134 — Soiuz TMA-02M — STS-135 — Soiuz TMA-22 — Soiuz TMA-03M                                  |
| 2012 | Soiuz TMA-04M — Shenzhou 9 — Soiuz TMA-05M — Soiuz TMA-06M — Soiuz TMA-07M                                                 |
| 2013 | Soiuz TMA-08M — Soiuz TMA-09M — Shenzhou 10 — Soiuz TMA-10M — Soiuz TMA-11M                                                |
| 2014 | Soiuz TMA-12M — Soiuz TMA-13M — Soiuz TMA-14M — Soiuz TMA-15M                                                              |
| 2015 | Soiuz TMA-16M — Soiuz TMA-17M — Soiuz TMA-18M — Soiuz TMA-19M                                                              |
| 2016 | Soiuz TMA-20M — Soiuz MS-01 — Shenzhou 11 — Soiuz MS-02 — Soiuz MS-03                                                      |
| 2017 | Soiuz MS-04 — Soiuz MS-05 — Soiuz MS-06 — Soiuz MS-07                                                                      |
| 2018 | Soiuz MS-08 — Soiuz MS-09 — Soiuz MS-10 — Soiuz MS-11 — VSS Unity VP-03                                                    |
| 2019 | Soiuz MS-12 — Soiuz MS-13 — Soiuz MS-15 — VSS Unity VF-01                                                                  |
| 2020 | Soiuz MS-16 — Crew Dragon Demo-2 — Soiuz MS-17 — SpaceX Crew-1                                                             |
| 2021 | Soiuz MS-18 — SpaceX Crew-2 — VSS Unity VF-03 — Shenzhou 12 — Virgin Galactic Unity 22 — Blue Origin NS-16 — Inspiration4  |